# Batyk, Zala
Batyk  este un sat în districtul Zalaszentgrót, județul Zala, Ungaria, având o populație de 387 de locuitori (2011). 

## Demografie
Componența etnică a satului Batyk
     Maghiari (88,73%)
     Romi (7,51%)
     Germani (2,35%)
     Necunoscut (1,41%)
     Alții (1,41%)
Componența confesională a satului Batyk
     Romano-catolici (87,86%)
     Fără religie (3,88%)
     Necunoscută (8,27%)
Conform recensământului din 2011, satul Batyk avea 387 de locuitori. Din punct de vedere etnic, majoritatea locuitorilor (88,73%) erau maghiari, existând și minorități de romi (7,51%) și germani (2,35%). Apartenența etnică nu este cunoscută în cazul a 1,41% din locuitori.  Din punct de vedere confesional, majoritatea locuitorilor (87,86%) erau romano-catolici, cu o minoritate de persoane fără religie (3,88%). Pentru 8,27% din locuitori nu este cunoscută apartenența confesională.